# جوني باول
جوني باول (بالإنجليزية: Johnny Paul)‏ (29 يناير 1904 بغلاسكو في المملكة المتحدة - 20 يناير 1979 في المملكة المتحدة) هو لاعب كرة قدم بريطاني (وحمل سابقاً جنسية المملكة المتحدة لبريطانيا العظمى وأيرلندا) في مركز مهاجم داخلي. لعب مع نادي بريستول سيتي وPort Glasgow Athletic F.C. ‏ ونادي تاونتون تاون ‏.